# 陳輝龍
陳輝龍（Hui Long Chen/Ken Chen，1963年2月14日—），台灣小說家。出生於基隆市，擔任過美術編輯、報社主編、研究員、影視集團創意總監；電台、雜誌集團、音樂網站創辦人等。寫作類型以小說、散文為主，蔣勳曾評論他是「奇異的復古鄉愁與現代感的混合」。現為專職小說作者。

## 作品

### 小說
- 年記1963：或許，不只三十個短篇(2020年12月)
- 69號線的離開（2020年1月，木馬文化）
- 多出來的那個人  (2018年11月，聯合文學)
- 固執的小吃們以及島嶼偏食    (2017年4月，四塊玉文創)
- 不論下雨或晴天：陳老闆唱片行   （2015年9月，聯合文學）
- 目的地南方旅館   （2012年4月，聯合文學）
- 雨中的咖啡館  （1995年5月，平安文化）
- 南方旅館 (1993年10月，時報出版)
- 每次三片   （1993年7月，時報出版）
- 寫給C  （1993年4月，時報出版）
- 那些人, 那些事, 那些季節   （1993年1月，時報出版）
- 不婚夫婦愛戀事情   （1990年11月，圓神出版）
- 彼昔景相 （1989年5月，合森出版）
- 情緒化的情節  （1989年11月，圓神出版）
- 單人翹翹板  （1988年7月，爾雅）

### 散文
- 摩登原始人   （1992年3月，遠流）
- 規矩游街幫   （1992年3月，遠流）
- 今天天氣晴朗  （1996年10月，皇冠）

### 翻譯
- 給妮卡的三個願望：300位爵士樂手，一起。（與張樂文以BbSs團隊名稱合譯，2024，黑眼睛文化）

### 攝影集
- 重翻照相簿子 Our Corners photos and essays  （2021年，允晨文化）
- 照相簿子   （1992年，東潤發行）

### 個展
- 《小號大聲頌 |Trumpet! Trumpet! Trumpet!》木刻版畫個展 （2023/高雄/爵式）
- 《重翻照相簿子》巡迴攝影展 (2021/台中/實心裡、台南/broom design，Room A、高雄/高雄文學館，野無境。2022/高雄/高雄文學館，台北/田園城市。)
- 《失速氛圍》攝影展  （1988/台北/爵士藝廊 高雄/御書房）
- 《照相簿子》攝影展  （1986/台北/爵士藝廊）

### 錄影帶作品
- 《重翻照相簿子》錄影帶作品  （1989）

## 爵式 WiJazz Records
- 把自身的文字具現化 小說家陳輝龍的人生是一首旋律錯綜的爵士樂 （页面存档备份，存于）
- 高雄唯一擁有海景的 Live House「爵式 WiJazz Records」，整面色彩斑斕的黑膠唱片，享受現場獨一無二的爵士樂表演！ （页面存档备份，存于）
- 黑膠、爵士樂迷必朝聖的南國秘境 「爵式WiJazz Records」滿滿音樂元素

## 書房味道
- 街角賣書的雜貨店 （页面存档备份，存于）
- 書房味道：是雜貨鋪，是二手書店，同時也是文化社區 （页面存档备份，存于）
- 陳輝龍的書房味道 （页面存档备份，存于）

## 外部參考
- 《文學相對論7月 二之二》陳輝龍vs.吳妮民／夢的散步：地景篇 偽裝橋梁搭建術 （页面存档备份，存于）
- 《文學相對論7月 二之一》陳輝龍vs.吳妮民／夢的散步：音色篇 互相調校發聲 （页面存档备份，存于）
- 陳輝龍在方格子的主題集結 （页面存档备份，存于）
- 《專訪》微醺的尾韻：盛浩偉與陳輝龍談《69號線的離開》 （页面存档备份，存于）
- KKBOX專欄：陳輝龍 （页面存档备份，存于）
- 《D級旅途》旅情小說專欄：陳輝龍 （页面存档备份，存于）
- 《台灣偏食》台灣小食相冊專欄：陳輝龍 （页面存档备份，存于）
- 陳輝龍的小站 （页面存档备份，存于）
- 陳輝龍-南方旅館終於航返南方 （页面存档备份，存于）
- 由陳輝龍小說看台灣文學的後現代主義走向